# 全民高尔夫6
《全民高尔夫6》（又译作）是一款由Clap Hanz制作、索尼電腦娛樂发行的体育游戏。于2011年12月17日在日本地区PlayStation Vita发行。本游戏是全民高尔夫系列的第6作。
本游戏是一款与高尔夫球相关的体育类游戏。
《全民高尔夫6》在日本发行之时是最佳销售游戏。